# Tibouchina laxa
Tibouchina laxa là một loài thực vật có hoa trong họ Mua. Loài này được (Desr.) Cogn. miêu tả khoa học đầu tiên năm 1887.